# 高家站
高家站是位于黑龙江省杜尔伯特蒙古族自治县高家村的一个铁路车站，邮政编码162200。车站建于1949年，有滨洲铁路经过该站，现不办理客货运业务，车站及其上下行区间均已电气化。车站距离哈尔滨站201公里，隶属哈尔滨铁路局，是五等站。